# Мулик
Мули́к (рос. Мулык) — річка в Удмуртії (Селтинський район), Росія, права притока Кільмезю.
Річка починається за 2 км на північ від села Аксеновці. Протікає спочатку на південний схід з незначними ділянками, спрямованими на схід. Впадає до Кільмезі майже навпроти села Арлеть. Річка протікає повністю через лісові масиви, приймає декілька дрібних приток. Середня і нижня течія заболочені, тому тут ведеться осушення боліт за допомогою дренажних каналів. На річці збудовано ставок в селі Єгоровці та водосховище (площею 0,16 км²) в нижній течії.
На річці розташоване село Єгоровці, де збудовано автомобільний та залізничний для вузькоколійки мости.